# Costel Stancu
Costel Stancu (n. 2 mai 1970, Vânju Mare, județul Mehedinți) este un poet român.

## Biografie
Este absolvent al Liceului Industrial nr. 2 din Reșița, promoția 1988 și al Școlii de subofițeri de poliție „Vasile Lascăr” din Câmpina, promoția 1993. Din 1993, lucrează ca subofițer/agent de poliție la Serviciul Criminalistic al IPJ Caraș-Severin. Locuiește în Reșița, județul Caraș-Severin. Din 2018, pensionar.

## Activitatea literară
Debutează în revista „Semenicul”, cu poezie, în anul 1988.
Este membru al Cenaclului Literar „Semenicul” din Reșița din 1987, membru în Uniunea Scriitorilor din România Filiala Timișoara.
precum și al Cenaclului literar Nichita Stănescu al Centrului Cultural MAI. Membru Direcția 9.
Este prezent, de-a lungul timpului, în revistele literare: Luceafărul, România Literară, Contrapunct, Dacia Literară, Convorbiri Literare, Poesis, Arca, Orizont, Ramuri, Dunărea de Jos, Contrafort, Confluențe, Interferențe, Vatra, Steaua, Versus, Orient latin, Provincia Corvina, Ateneu, Cafeneaua literară, Nord literar, Poesia, Oglinda literară, Argeș, Reflex, Epigrama, Ag pe rime, Acus, Scripta Manent etc.

### Volume publicate
A publicat volumele de poezie:
- Terapia căderii în gol, Editura Hestia, Timișoara, 1995.
- Dominic sau despre imitația umbrei, Editura Hestia, Timișoara, 1995.
- Măștile solitudinii, Editura Marineasa, Timișoara, 1997.
- Golurile din pîine, Editura Marineasa, Timișoara, 1998.
- Fluturele cu o singură aripă, Editura Timpul, Reșița, 2000.
- Arta imaginației, antologie, Editura Vinea, București, 2001.
- Cîntarul de apă, Editura Marineasa, Timișoara, 2002.
- Vînătoarea promisă, Editura Marineasa, Timișoara, 2003.
- Ieșirea din peșteră, Editura Marineasa, Timișoara, 2005.
- Înghițitorul de creioane, Editura Tim, Reșița, 2009.
- Evoluți@ umană, epigrame, Editura Tim, Reșița, 2009.
- Risipitorul de hîrtie, Editura Tim, Reșița, 2015
- Ochiul din palmă, antologie, Editura Mirador, Arad,2017.
- Hoțul de ferestre, Editura Mirador, Arad, 2019.
- Noaptea creioanelor lungi, Editura CDPL, București, 2022.
- Sanatoriu de boli necunoscute, antologie, Editura Casteum de Thymes, Giroc, 2023.
- Liniștea e un dar de la greci, Editura Tribuna, Cluj-Napoca, 2024.

### Prezențe în antologii
Costel Stancu a fost inclus, printre altele, în volume colective: 
- Orașul cu poeți, Editura Timpul, Reșița, 1994.
- Casa faunului, Editura Hestia, Timișoara, 1995.
- Antologie tabăra Oravița, Editura Mirador, Arad, 2004.
- Drumul către Piatra Scrisă, Editura Marineasa, Timișoara, 2006.
- Iz novije rumunske poezije, Editura FondEuropa, Novi Sad, 2009.
- Cînd pleca odată, la război, un om...(antologie de epigrame), Editura Măiastra, Tg. Jiu, 2010.
- Antologia de catrene și epigrame editată de site-ul agonia.ro, Editura Edo, București, 2009.
- 20 rEvoluție, Editura Brumar, Timișoara, 2010.
- Bijuterii din Piața Abundenței, Editura Brumar, Timișoara, 2011.
- Mai am un singur doors, Editura Bluementhal, București, 2011.
- Orașul cu poeți 2, Editura Tim, Reșița, 2011.
- Antologia Convorbiri literare, Iași, 2011.
- Poeți din Banat, Editura Brumar, Timișoara, 2011.
- „20+1”, antologie, Editura Dacia XXI, Cluj-Napoca, 2011.
- Antologia poeților din Banat, Editura Brumar, Timișoara, 2011.
- Poezia 2019, Editura Grinta, Cluj-Napoca, 2019.
- Roșu declarativ, Editura ArtCreativ, București, 2019.
- Paradisul iubirii, Editura eCreator, Baia-Mare, 2019.
- Flori(i)le poeziei, Editura eCreator, Baia-Mare, 2019
- Daruri divine, traducere în limba albaneză de Baki Ymeri, Amanda Edit Verlag, București, 2020.
- Ontos, eros, thanatos, Editura Mirador, Arad, 2020.

Câteva texte (poezii) i-au fost publicate în sârbă, în volumul Iz novije rumunske poezije, Editura FondEuropa, Novi Sad, 2009.

### Articole biografice
- Costel Stancu - www.uniuneascriitorilortm.ro
- Costel Stancu, polițist îndrăgostit de poezie - 15 septembrie 2009, Adevarul.ro